# 高林謙三

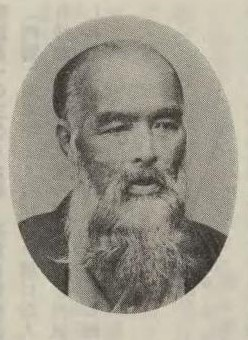
高林謙三

高林 謙三（たかばやし けんぞう、天保3年6月18日（1832年7月15日） - 1901年4月）は、「高林式製茶機械」の開発で知られる発明家、実業家、医師。

## 生涯
武蔵国高麗郡平沢村（現埼玉県日高市）の出身。初名は小久保健二郎。16歳で日本の古医術を学び、さらに、佐藤尚中（順天堂医院創業者）門下で西洋の外科医術をも身につけ、入間郡小仙波村（現川越市小仙波）で開業。また川越藩主・松平直克侍医になる。実弟の桑田衡平（桑田立斎の養嗣子）も医者で癌や白血病、糖尿病、痛風、胃潰瘍、インフルエンザなどを翻訳した。
安政6年（1859年）に欧米列強と通商条約を結んだ日本の輸出品は生糸と緑茶しかなく、貿易の不均衡は拡大する一方であった。川越は河越茶（狭山茶）の産地で、また茶葉は当時、薬でもあった。後に農商務大臣に提出した履歴書に高林は、茶の増産こそが国家百年の大計である、とその思いを記している。
「茶の振興が急務」と一念発起した高林は、明治2年（1869年）、川越に林野を買って開墾して茶園経営を始めた。しかし従来の手揉製茶法では、緑茶の量産は無理で生産費用ばかりが増大し製茶業者たちは困窮を続けた。「茶葉の加工を機械化するしか道はない」と高林は、私財を投じて製茶機械開発に全人生を賭けることになる。
1881年、高林は、茶壺の中の茶が壺が動くたびに動くのをヒントに焙茶器開発を思いつき、3年間の試行錯誤で回転円筒式の「焙茶機械」を考案、焙炉製より品質が優り茶葉が無駄にならない器械で、今日も茶店の店頭にある。続けて高林は「生茶葉蒸器械」と「製茶摩擦器械」を発明。
1885年、専売特許法が施行されると直ちに出願し、それぞれが日本の特許第2号・第3号・第4号となった。民間発明家としては日本初の特許取得者である。高林はその後も「改良扇風機」や「茶葉揉捻機」で特許を取得した。
高林の理想は、蒸しから乾燥までの全工程を機械が一貫して行う「自立軒製茶機械」であった。当時、茶師による品質のばらつきが問題であった。翌年、高林は50歳をとうに過ぎていたが医師を辞める。岩沢家など川越の商人の援助を受けながら自立軒製茶機械の製作に没頭、高林は寝食を忘れた努力で完成させる。しかし揉み工程に問題があり職工の技量未熟も重なり、不良品とされ高林は丹精込めた茶畑など財産を失う。埼玉製茶会社まで傾く。
高林謙三・妻（はま子）・一人娘（秀子）の一家は東京の染井に移住を余儀なくされたが、高林は貧困と肺患という病魔と闘いながら、家族の支えで改良を重ね、1897年、「茶葉粗揉機」を遂に完成させた。従来のものに比べ4倍の製茶能力を持ち、味や香りも損なわないという画期的な発明で、翌年に特許を取得した。高林は68歳になっていた。この機械は現在でも「高林式」の名前で全国の製茶工場で使われている。この開発において困窮していた高林を見かねて援助したのは静岡県の製茶業者であった。そして小笠郡（現静岡県掛川市）で茶業を営む松下幸作・山下伊太郎の二人がこの機械製造を請け負った。高林はその監査役として静岡県に移り住んだ。
1899年4月1日、高林は、堀の内村（現静岡県菊川市）の工場において脳溢血で倒れ、家族も堀の内村に移住して看病を続けたが、1901年4月、71歳の誕生日を前に、他界した。
墓は川越市の喜多院斎霊殿にあり、市指定史跡となっている。生地の日高市には高麗川駅近くに「製茶機械発明者高林謙三出生地」の碑がある。 静岡の松下幸作は、高林の墓が遠方なため高林の墓碑を菊川市の報恩寺に建立した。この墓碑には妻の名前も並んで記されている。

## 略歴
- 1832年（天保3年） - 武蔵国高麗郡平沢村（現埼玉県日高市）の貧しい農家に小久保健二郎として生まれる
- 1853年（嘉永6年） - 毛呂の権田直助の門下となり、国学と医学を学ぶ
- 1862年（文久2年） - 川越藩主松平直克の侍医となる
- 1869年（明治2年） - 茶園経営を始める。高林謙三に改名する
- 1898年（明治31年） - 高林式茶葉粗揉機を完成させる
- 1899年（明治32年） - 静岡県城東郡堀之内村（現静岡県菊川市）に移住。堀之内村の松下幸作、山下伊太郎とともに松下工場を設立。高林式製茶機械の製造を始める
- 1901年（明治34年） - 堀之内村にて死去